# سیارک ۶۰۵۰
سیارک ۶۰۵۰ (به انگلیسی: 6050 Miwablock، نامگذاری:1992AE) شش هزار و پنجاهمین سیارک کشف شده‌است که در ۱۰ ژانویه ۱۹۹۲ کشف شد.